# Idioma jandai
Jandai es una Lengua aborigen australiana extinta del pueblo Quandamooka que vive alrededor de la Bahía Moreton región de Queensland. Otros nombres y grafías son Coobenpil; Djandai; Djendewal; Dsandai; Goenpul; enero; Jendairwal; Jundaí; Koenpel; Noogún; Tchandi. Hablado tradicionalmente por miembros del pueblo Goenpul, tiene estrechas afinidades con el idioma nunukul (hablado por el pueblo nunukul) y el idioma gowar (hablado por el pueblo ngugi). Hoy en día, solo unos pocos miembros todavía lo hablan.

## Clasificación
Las tres tribus que componen el pueblo de Quandamooka hablaban dialectos de un idioma lenguas durubálicas. El idioma que habla la tribu Goenpul del centro y sur de la isla Stradbroke es Jandai, y el dialecto Nunukul del norte de la isla Stradbroke se llamaba Moondjan, el término para su palabra distintiva para "no".
Bowern (2011) enumera cinco lenguas durubálicas:
- Jandai (janday)
- Turrubal (Turubul) y Yagara (Jagara)
- Nunukul (Nunungal, Moonjan)
- Gowar (Guwar)

Dixon (2002) considera que todos menos Guwar son dialectos diferentes del idioma yagara.

## Vocabulario
Algunas palabras del idioma Jandai incluyen:
- Maroomba bigi/maroomba biggee: buenos días
- Juwanbinl: pájaro
- Buneen: equidna
- Gagarr: pez
- Murri: canguro
- Dumbirrbi: koala
- Gabul: serpiente
- Bingil: hierba
- Humpi: casa/campamento
- Djara: tierra
- Juhrram: lluvia
- Grande: sol
- Dabbil: agua
- Bargan: boomerang
- Goondool: canoa
- Jahlo: fuego
- Marra: mano
- Jalwang: cuchillo
- Tabil: agua
- Wanya: ¿dónde?